# Bertrand de la Bacalaria
Bertrand de la Bacalaria est un ingénieur en machine de guerre au XIIIe siècle. Il est aussi, d’après d’autres sources, un architecte important. Il est né sur la commune de Capdenac dans le Lot au début du XIIIe siècle. Le lieu-dit de La Bacalaria est aujourd'hui orthographié « Vacalerie ».

## Biographie
Juste avant le siège de Montségur, il était en chantier à Montauban. Il entra de nuit à Montségur, vers le premier janvier, et il fut le plus précieux renfort que les assiégés aient reçu. L’arrivée de ce grand spécialiste, sur la montagne assiégée par l’armée royale, tenait presque du miracle, pourtant l’on sait que cela n’en était pas un, et que le Capdenacois avait été envoyé par le comte de Toulouse Raymond VII. 
Les hommes de l’armée du roi avaient déjà dressé leur machine, sur laquelle flottait la bannière du roi de France, et du château assiégé, Bertrand avait lui aussi construit une machine à contrepoids ornée de la bannière de Montségur. Les deux camps se répondaient par des blocs, qui pouvaient peser jusqu’à 90 kilos. Bertrand de la Vacalerie se livra donc à un véritable duel d’artillerie lourde. 
À la chute de Montségur, nous savons aussi que Pierre Roger de Mirepoix, seigneur de Montségur, donna son cheval à Bertrand de la Vacalerie, et le fit aller à Montgailhard. Nous perdons ensuite sa trace, mais on peut se douter que tous ses biens furent confisqués, comme tous les défenseurs de Montségur, et qu’il dut mener une existence de misère.
Ces faits nous sont principalement rapportés par les interrogatoires de l’Inquisition.